# Borgen (naturreservat)
Borgen är ett naturreservat och Natura 2000-område utanför Vallåkra i Helsingborgs kommun. Naturreservatet har fått sitt namn av en fornborg belägen på en central platå.

## Historia

### Fornborg
I norra delen av reservatet dominerar en platå med rester av en fornborg. Borgen är från järnåldern och fungerade som försvarsanläggning för folket i trakten.

### Kol- och lerbrytning

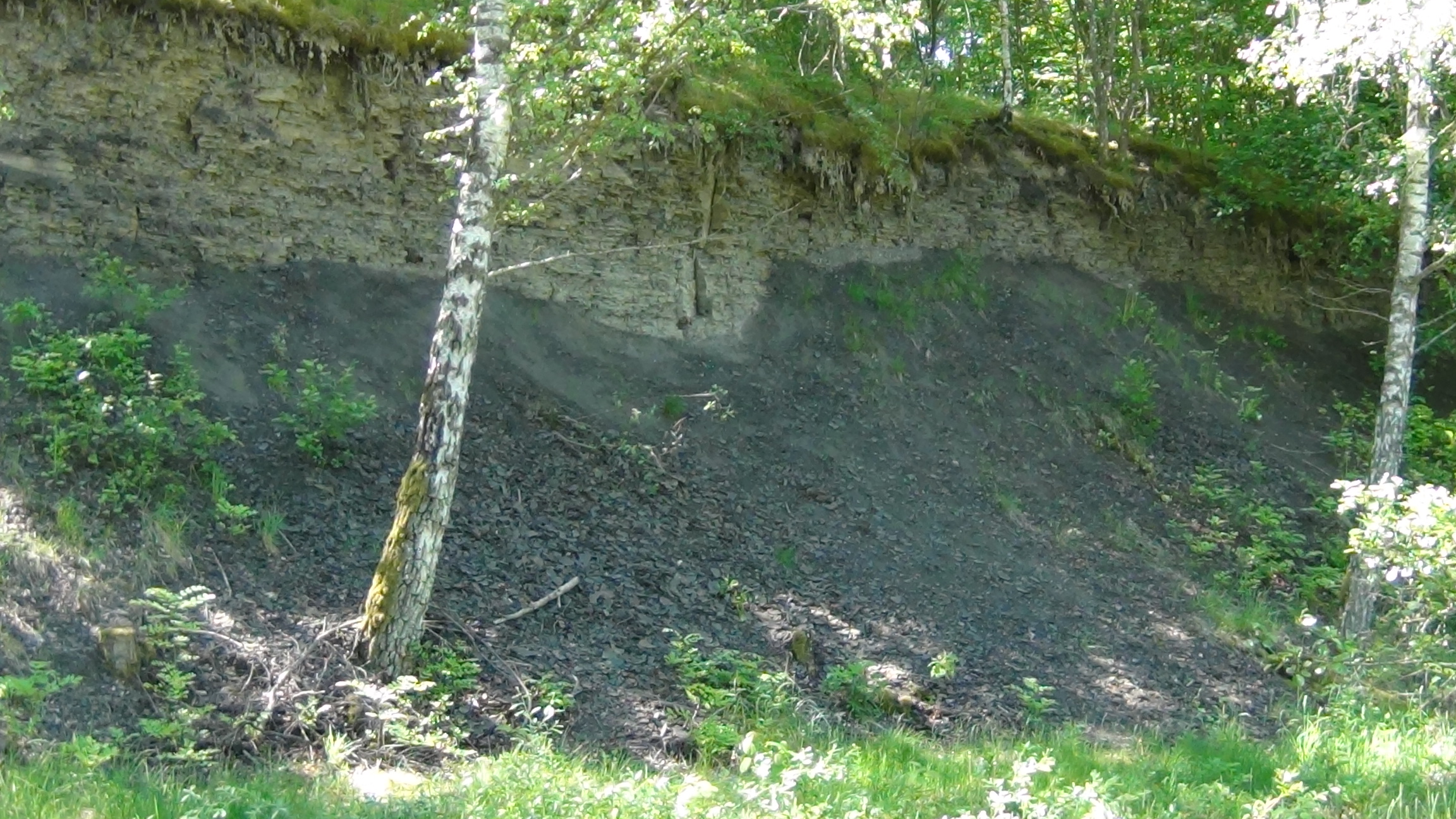
Nedlagt dagbrott för stenkol och lera där dinosauriespår hittades på 1970-talet.

Ur naturreservatets skiffer- och lerlager bröts kol i ravinens sluttningar under 1700- och 1800-talet. Carl von Linné beskrev kolbrytningen i sin skånska resa 1749.
| ”                | BORGEN var en på sidorna mycket brant backa, som låg väster ifrån Vallåkra by norr om strömmen. På denna backa vid roten av dess sydvästra sida var en skärpning, där stenkol blivit brutne, varefter lågo stora varp av svart skiffersten. | „ |
| – Carl von Linné | |   |

Av leran som grävdes upp började man tillverka stengodskärl. Wallåkra stenkärlsfabrik anlades 1864 och använder än idag lera från området i sin produktion.

### Området skyddas
30 maj 1959 beslutade Länsstyrelsen i Malmöhus län att ett 16,9 hektar stort område omfattande Rååns dalgång och Vallåkra fornborg med omgivande raviner skulle skyddas som ett naturreservat.
18 december 2001 beslutade länsstyrelsen att naturreservatet skulle utvidgas till att omfatta 30,0 hektar, vilket ersatte de tidigare besluten.

## Natur

### Geologi
Naturreservatet domineras av en djup ravin, frameroderad ur skifferleror och sandsten. Leran avsattes för ungefär 200 miljoner år sedan och rester av de varelser som levde på platsen då har hittats.
I mitten av 1970-talet påträffades ett hundratal tretåiga dinosauriespår i ett av kolbrotten, ett par decimeter ovanför nuvarande marknivån. Spåren hade alla samma form men storlekarna varierade mellan 15 och 35 centimeter, vilket antyder att de är från en flock med både ungdjur och äldre individer. Vilken art som lämnat avtrycken är inte klarlagt, men plateosaurus, en växtätande dinosaurie, och dilophosaurus, en kött- och asätande art har framförts som troliga kandidater.

### Flora

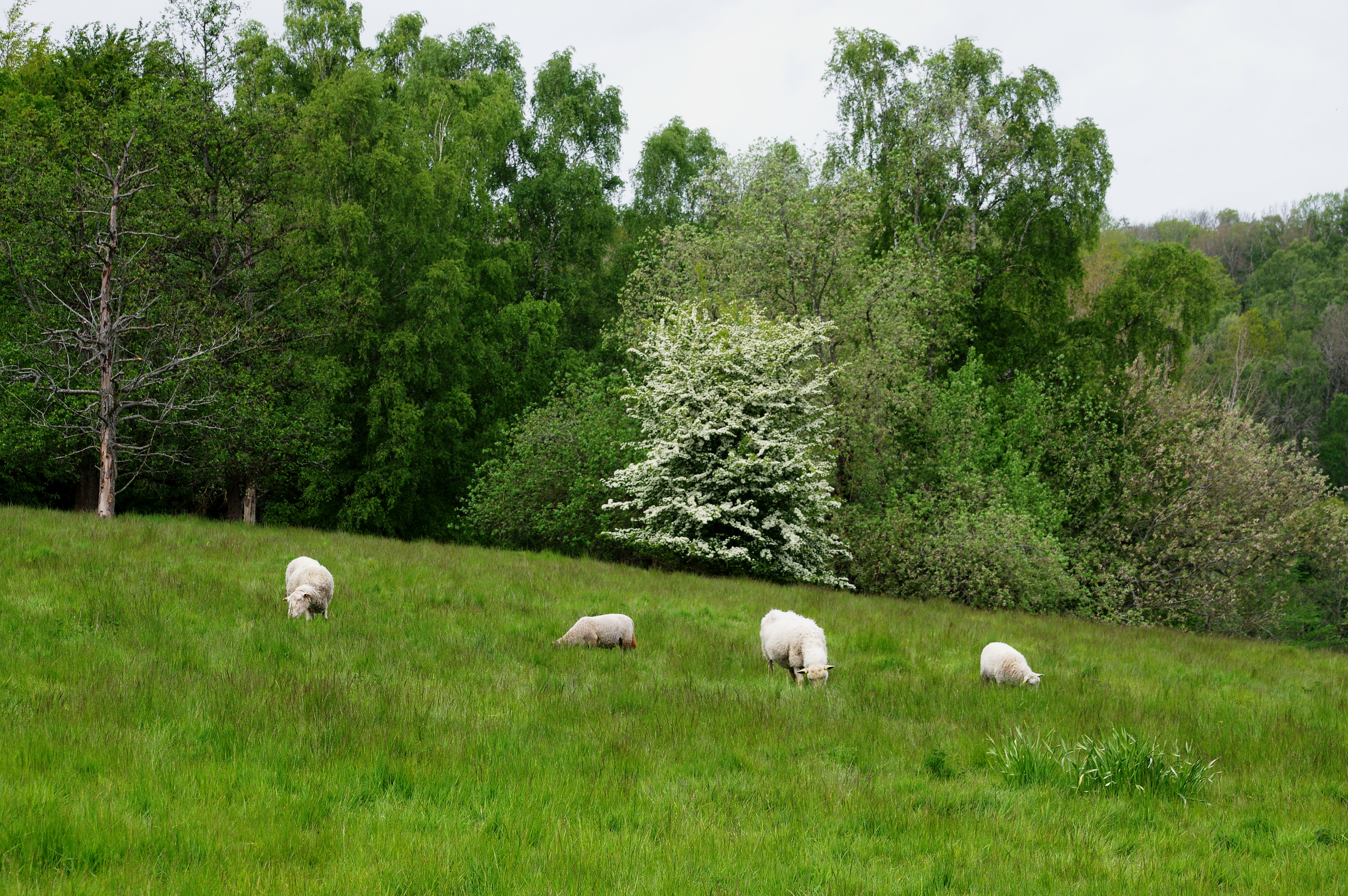
Betande får

Naturreservatet täcks till största delen av artrik lövskog, men omfattar även en bit betesmark i sydväst som hålls öppen av betande får. Skogen tillåts växa helt fritt för att utvecklas till naturskog, därför flyttas endast de träd som fallit över stigarna.
I de nu övergivna lertäkterna förekommer den sällsynta växten flockarun.

### Fågelliv
Borgen är en av de platser i Skåne med flest häckande fåglar per yta med 15 häckande fågelpar per hektar. Av ett fyrtiotal häckande fågelarter kan bland andra näktergal, stenknäck och rosenfink nämnas. De vanligaste arterna är större hackspett, nötväcka, gärdsmyg och koltrast.

## Bilder

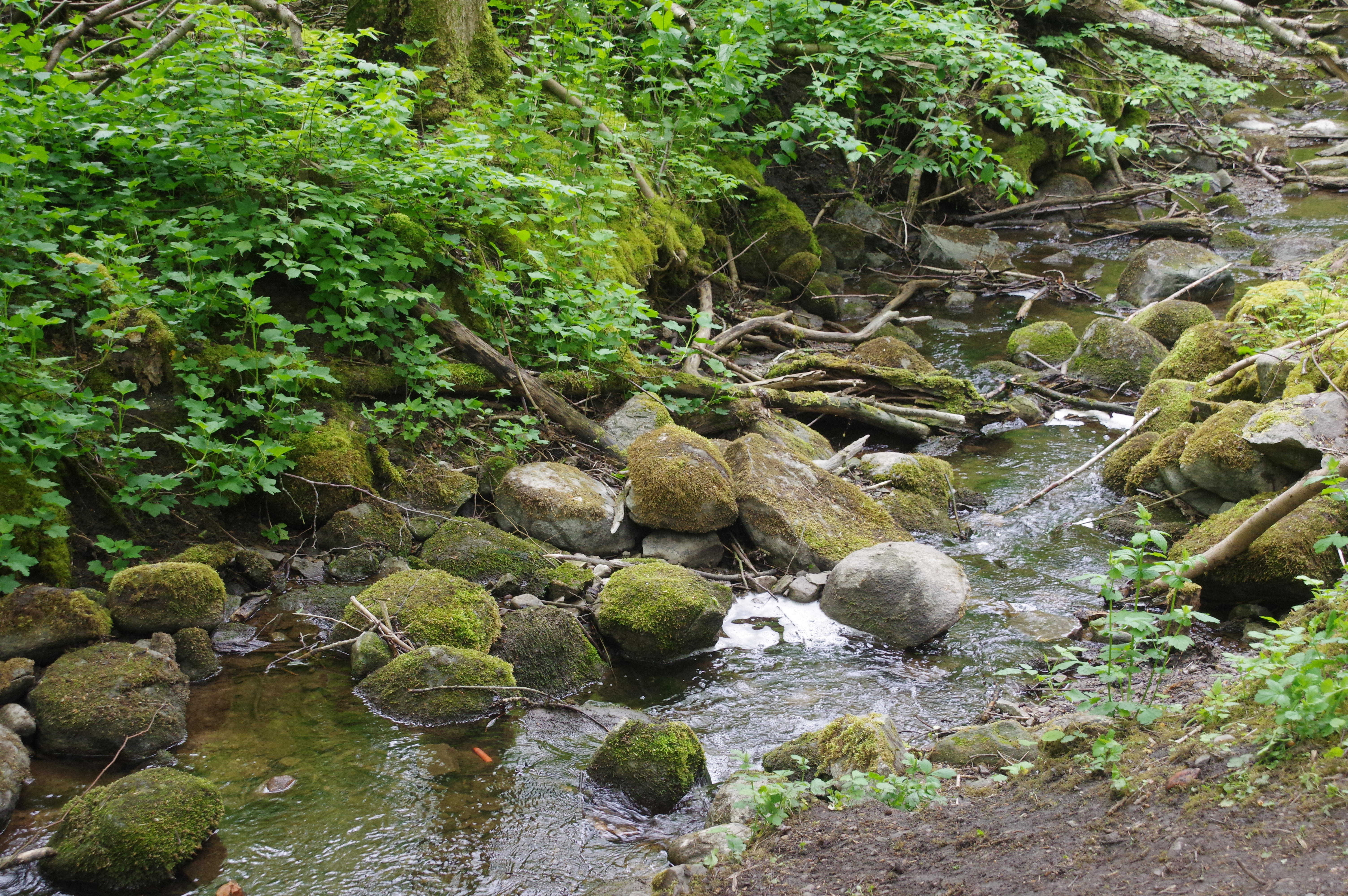
Fjärestadbäcken
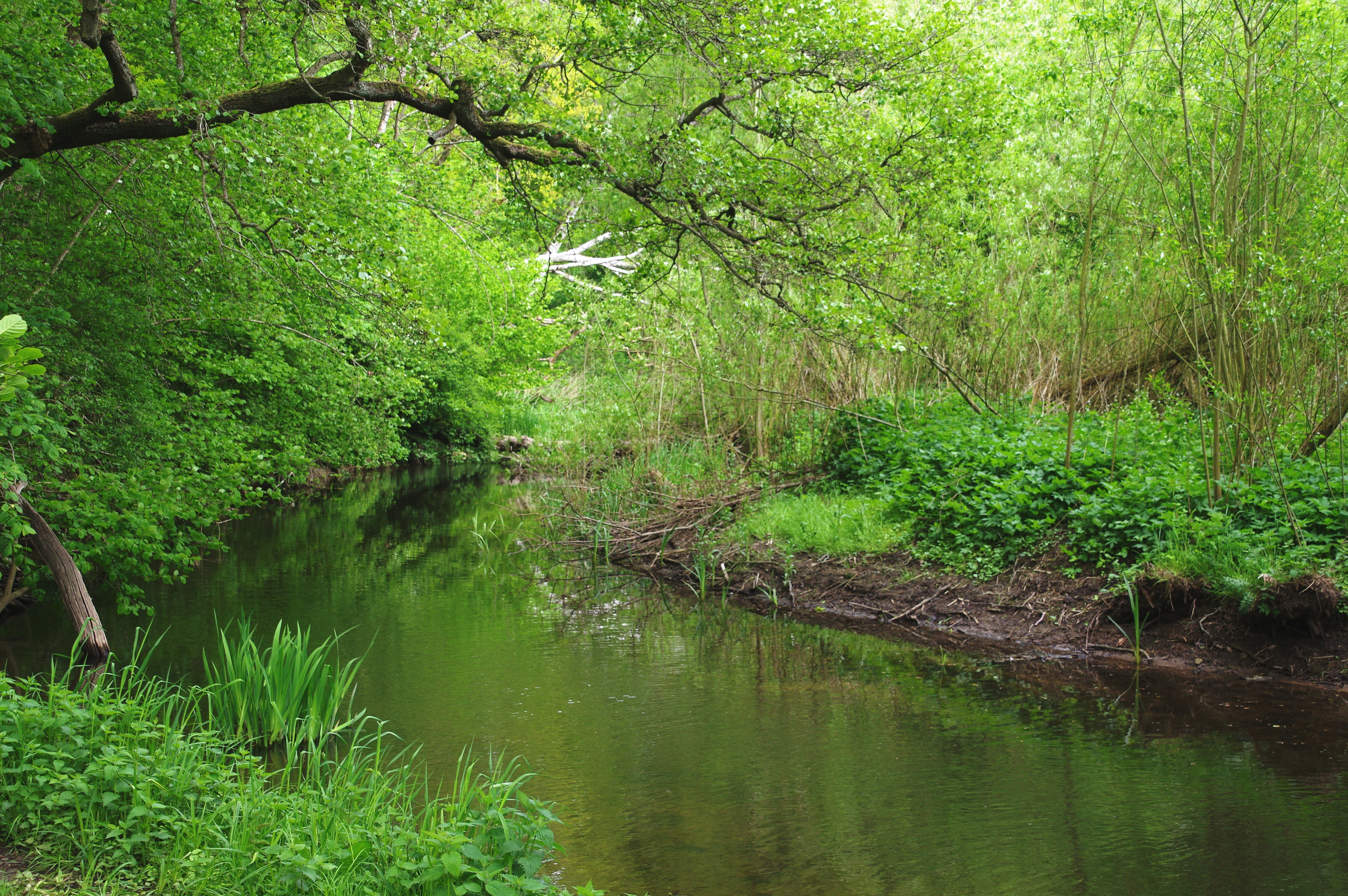
Råån